# Myrcia vauthiereana
Myrcia vauthiereana är en myrtenväxtart som beskrevs av Otto Karl Berg. Myrcia vauthiereana ingår i släktet Myrcia och familjen myrtenväxter. Inga underarter finns listade i Catalogue of Life.